# 2460 Mitlincoln
2460 Mitlincoln este un asteroid din centura principală, descoperit pe 1 octombrie 1980 de Laurence Taff și Dave Beatty.